# Intencions mortals... una altra vegada?
Intencions mortals... una altra vegada? (títol original: Deadly Intentions... Again?) és un telefilm estatunidenc dirigit per James Steven Sadwith i difós l'any 1991. Ha estat doblada al català.

## Argument
A Pennsilvània, el doctor Charles Raynor és alliberat de la presó, després d'haver-hi purgat una pena de sis anys per l'homicidi de la seva primera esposa. Retroba la seva segona dona, Sally, i les seves filles, Stacey i Nora. Sally, que esperava amb impaciència el retorn de Charles, ho arregla perquè sigui contractat com ajudant en una clínica privada. Així, es podrà reintegrar com a metge i començar una nova vida. Però res no té lloc com estava previst, i Sally comença a alimentar inquietuds. I si Charles torna a matar ? I si ella és la seva propera víctima ?.

## Repartiment
- Harry Hamlin: Charles Raynor
- Joanna Kerns: Sally Raynor
- Fairuza Balk: Stacey
- Rochelle Greenwood: Nora
- Conchata Ferrell: Joanie
- Kevin McNulty: Doctor Uttley
- Bill Dow: Bill Garner
- Jenn Griffin: Ticket Agent
- Bernadette Leonard: Sheila
- Eileen Brennan: Charlotte Raynor